# Ruth Montenegro
Pour les articles homonymes, voir Monténégro (homonymie).
Ruth Montenegro est une activiste féministe équatorienne, chanteuse-compositrice. En 2020, elle est lauréate du Prix Simone Veil de la République française pour l’égalité femmes – hommes pour son combat contre les violences faites aux femmes et aux filles.

## Biographie
Ruth Montenegro est enfant victime de violences faites aux femmes. Sa fille Valentina Cosíos, de 11 ans meurt de féminicide, dans son école le 24 juin 2016. L'autopsie, révèle des actes de violences physiques et sexuelles. L'enquête n'aboutit pas.
Ruth Montenegro est  membre du groupe Vivas Nos Queremos (« Nous nous vuolons vivantes », « nous nous aimons vivantes ».
En Équateur, les droits des femmes se heurtent à l'impunité et à une société qui trouve normal les violences faites aux femmes.  Vivas nos queremos organise une première manifestation contre les féminicides à Quito en 2016.
Cette association fédère divers groupes féministes et organise des manifestations pour les droits des femmes depuis 2016. Elle apporte une assistance psychologique et juridique aux femmes. Par des manifestations artistiques et musicales, dans la rue, elle sensibilise la société, contre l'idée que les violences envers les femmes seraient de l'ordre de la nature de l'homme. Elle alerte le gouvernement afin que les juges, les procureurs, ne victimisent pas les femmes, lorsqu'elles viennent dénoncer les violences. 
L'association lutte également contre la pénalisation de l'avortement en Équateur.
Vivas Nos Queremos est très présente sur les réseaux sociaux et fait l'objet de recherche universitaire, pour comprendre les moyens d'actions investies par les femmes.

## Prix et distinctions
Ruth Montenegro reçoit le 8 mars 2020, le prix Simone-Veil de la République française. 